# Leonard Helfried von Meggau
Leonard Helfried von Meggau (Bad Kreuzen, 1577 – Grein, 1644) è stato un politico e nobile austriaco.

## Biografia
Leonard era membro di una nobile famiglia originaria di Meissen, in Sassonia, che fu una fra le poche casate di fede cattolica della Bassa Austria. Il padre di Leonard era Ferdinand Helfried von Meggau, governatore dell'Alta Austria, mentre sua madre era Susanna von Harrach.
Dopo aver completato i suoi studi in Italia presso le università di Padova e di Bologna, divenne membro della corte dell'arciduca Massimiliano nel 1595, accompagnando il sovrano nel corso della sua campagna militare in Ungheria. Poco tempo dopo divenne ciambellano dell'arciduca Mattia. Nel 1600 divenne consigliere imperiale e consigliere di reggimento della Bassa Austria. Nel 1607 divenne consigliere privato e capo ciambellano dell'arciduca Mattia. Meggau divenne uno dei più stretti confidenti del futuro imperatore e lo rappresentò alla dieta dei principi di Praga del 1610, ricoprendo alte cariche a corte sino alla morte del sovrano.
Sotto il governo di Ferdinando II perse parte di questo ruolo rilevante e mantenne unicamente la propria posizione nel consiglio privato. Nel 1621 venne nominato governatore della Bassa Austria ed un anno dopo ricevette l'alta onorificenza del Toson d'oro. Nel 1624 o 1626 fu nominato Oberstewardmeister. L'imperatore lo creò conte nel 1626. Divenne inoltre Landhofmeister dell'Alta Austria. Nel 1626 acquisì la signoria e il castello di Greinburg da Rudolf Sprinzenstein, provvedendo a restaurare il complesso con uno stile del primo barocco austriaco. A corte si distinse come uno degli oppositori di Albrecht von Wallenstein e sovente ricoprì la carica di ambasciatore.
Dopo la morte di Ferdinando II, Meggau si ritirò nei suoi possedimenti. Ferdinando III lo riportò a Vienna per un breve periodo come responsabile della corte della moglie e dei suoi figli, ma preferì infine ritirarsi.

## Matrimoni e figli
Leonhard sposò in prime nozze Anna Khuen von Belasy dalla quale ebbe i seguenti figli:
- Franziska (1609 - 22 settembre 1676), sposò nel 1627 il conte Joachim Oldrich Slavat zu Chlum und Kosumberk
- Anna Maria (1610-3.05.1698), sposò nel 1632 il conte Sigismund Ludwig von Dietrichstein (c. 1600-1653)
- Susanna (1615-19.02.1662), sposò nel 1631 il conte Heinrich Wilhelm von Staremberg (1593-1675)
- Elizabeth († 18/04/1684), sposò nel 1628 il conte Friedrich Cavriani (1597-1662)

Alla morte della prima moglie si risposò poi con Polyxena von Leiningen, dalla quale però non ebbe figli.